# Molophilus denise
Molophilus denise là một loài ruồi trong họ Limoniidae. Chúng phân bố ở miền Australasia.